# Cartodere constricta
Cartodere constricta är en skalbaggsart som först beskrevs av Leonard Gyllenhaal 1827.  Cartodere constricta ingår i släktet Cartodere och familjen mögelbaggar. Arten är reproducerande i Sverige. Inga underarter finns listade i Catalogue of Life.

## Bildgalleri

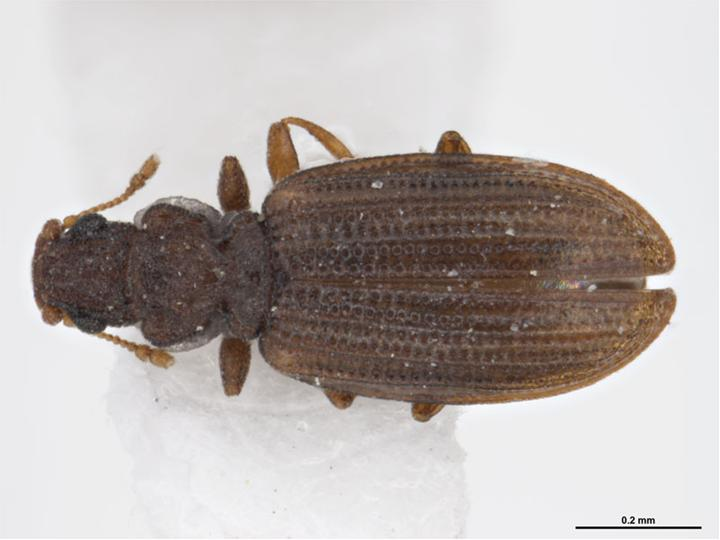